# ダニー・マン
ダニー・マン（Danny Mann, 1951年7月28日 - ）は、アメリカ合衆国の男性声優。

## 出演作品

### テレビアニメ
1985年
- 宇宙家族ジェットソン

1986年
- ギャラクシー・ハイスクール（クリープ）
- 戦え!超ロボット生命体トランスフォーマー2010（ライトスピード）

1987年
- トランスフォーマー ザ・リバース（スポイルスポート、クラウドレーカー）

1988年
- アニメゴーストバスターズ（バド）

1990年
- わんぱくダック夢冒険

1991年
- ダックにおまかせ ダークウィング・ダック（フーパー長官）
- バック・トゥ・ザ・フューチャー アニメシリーズ（アインシュタイン）
- ラグラッツ（アドマン3）

1992年
- アメリカ物語 ファイベルの冒険（犬）
- バットマン（ラジオDJ）
- ラグラッツ（ブローカー）

1993年
- ソニック・ザ・ヘッジホッグ

1995年
- アラジンの大冒険
- ぎゃあ!!!リアル・モンスターズ（ジョン・パーカー）

1996年
- クワック・パック

1999年
- ヘイ・アーノルド!（軍曹1）

2000年
- ジャッキー・チェン・アドベンチャー（子猿、動物）
- メン・イン・ブラック・アニメーション・シリーズ

2001年
- サムライジャック（僧侶）

2002年
- サムライジャック（兵士）

2004年
- ビリー&マンディ（プリスト）

2006年
- ウィッチ -W.I.T.C.H.-（カエル、猫、オウム）

2007年
- ビリー&マンディ（ケルベロス2）

2010年
- アベンジャーズ 地球最強のヒーロー （マッド・シンカー）

### 劇場アニメ
1992年
- 不思議の森の妖精たち（アッシュ）
- NEMO/ニモ（イカルス[1]）

1994年
- おやゆび姫 サンベリーナ（モゾ・トード）

1995年
- バルト（カルタグ）
- ポカホンタス（パーシー）

2000年
- ラマになった王様

2001年
- バクテリア・ウォーズ
- モンスターズ・インク

2003年
- ファインディング・ニモ

2004年
- シュレック2（ADRグループ）

2006年
- オープン・シーズン（デニ＆セルジュ）
- カーズ
- ハッピー フィート(動物園のペンギン)
- モトリー・クルーのディザスター! 〜アルマゲドン危機一発〜
- ライアンを探せ!

2007年
- サーフズ・アップ

2008年
- オープン・シーズン2 ペット vs 野生のどうぶつたち（セルジュ）
- ホートン/ふしぎな世界のダレダーレ
- メーターの東京レース

2009年
- カールじいさんの空飛ぶ家（スティーブ）
- 崖の上のポニョ
- くもりときどきミートボール

2010年
- オープン・シーズン3 森の仲間とゆかいなサーカス（セルジュ）
- トイ・ストーリー3

2011年
- ハッピー フィート2 踊るペンギンレスキュー隊

2012年
- レックスはお風呂の王様
- ロラックスおじさんの秘密の種

2013年
- 怪盗グルーのミニオン危機一発
- プレーンズ（スパーキー）
- モンスターズ・ユニバーシティ

2014年
- プレーンズ2/ファイアー&レスキュー（スパーキー）

2015年
- インサイド・ヘッド
- ミニオンズ

### OVA
1999年
- 小さな勇者バルトーク/イワン王子を救え!

2003年
- シャーロットのおくりもの ウィルバーの大ぼうけん

### Webアニメ
2012年
- 新・光神話 パルテナの鏡 空飛ぶ木馬（タナトス）

### ゲーム
2007年
- スパイダーマン3

2012年
- 新・光神話 パルテナの鏡（タナトス）

### テレビドラマ
1988年
- 13日の金曜日（オスカーの声）

### 実写映画
1995年
- ケイティ（音声効果）
- ベイブ（フェルディナンドの声）

1998年
- ベイブ/都会へ行く（フェルディナンドの声）

2001年
- キャッツ & ドッグス（ニンジャ猫の声）

2003年
- ルーニー・テューンズ:バック・イン・アクション（スパイカーの声）

2011年
- Born To Be Wild 野生に生きる（特殊音声効果）

### テレビ映画
2002年
- マペットのメリー・クリスマス（ループグループ）